# Partito Popolare Evangelico
Il Partito Popolare Evangelico (in olandese Evangelische Volkspartij, EVP) è stato un partito politico olandese di orientamento progressista e ispirato ai principi del protestantesimo.
Nacque nel 1981 dalla fusione tra il Partito Popolare Progressista Evangelico (Evangelische Progressieve Volkspartij), fondato nel 1978, e alcuni gruppi fuoriusciti da Appello Cristiano Democratico.
Nel 1991 dette vita ad un nuovo soggetto politico, Sinistra Verde, insieme al Partito Comunista dei Paesi Bassi, al Partito Pacifista-Socialista e al Partito Politico dei Radicali.

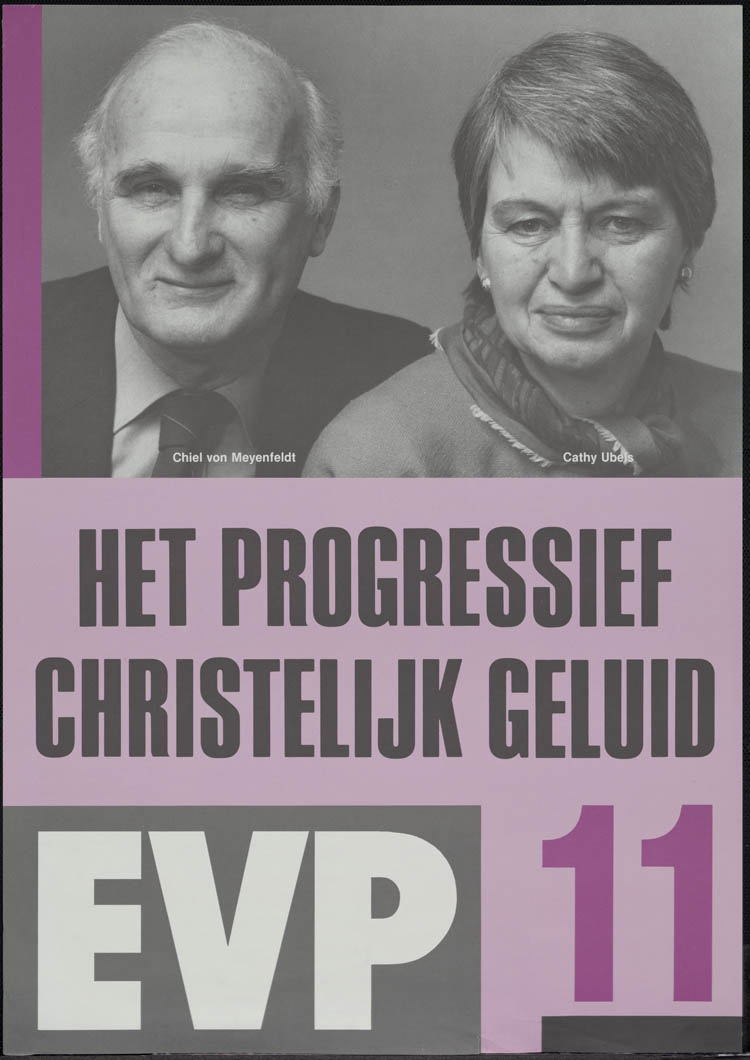
Manifesto per le elezioni della Tweede Kamer del 1986 con Chiel von Meijenfeldt a sinistra e Cathy Ubels a destra.

## Ideologia e posizioni

### Base
L'EVP era un partito cristiano progressista. L'economista e professore Bob Goudzwaard era considerato il suo ideologo. Goudzwaard, membro della Tweede Kamer per l'ARP tra il 1967 e il 1971 e autore principale del manifesto elettorale del CDA "Non di solo pane" nel 1977, fu l'ideatore del concetto di "economia dell'abbastanza" abbracciato dall'EVP.

### Posizionamento
Tra i punti chiave dell'EVP figuravano una rigida politica pacifista, la riconsiderazione dell'adesione dei Paesi Bassi alla NATO, l'introduzione di un reddito massimo legale pari a cinque volte il salario minimo lordo e la chiusura delle centrali nucleari. Sulle questioni etiche, l'EVP ha spesso seguito gli altri partiti progressisti, anche nelle sue posizioni sull'omosessualità e sull'aborto.
L'EVP tentò di coniugare ciò che è descritto nel Vangelo con un approccio progressista di sinistra. In questo senso, l'EVP può essere considerato il successore dell'Unione Cristiano-Democratica, un partito prebellico che nel 1946 confluì nel Partito del Lavoro.

## Organizzazione
La rivista del partito si chiamava EVP Info e fu pubblicata tra il 1981 e il 1990.

## Risultati
| Elezione         | Voti   | %    | Seggi   |
| ---------------- | ------ | ---- | ------- |
| Legislative 1982 | 56.457 | 0,69 | 1 / 150 |
| Legislative 1986 | 21.998 | 0,24 | 0 / 150 |